# Iñaki Font
Iñaki Font Roncal (San Sebastián, 7 de abril de 1979) es un actor y empresario español.

## Biografía
Iñaki Font nació en San Sebastián (Guipúzcoa, País Vasco) el 7 de abril de 1979. Ha participado de forma episódica en series como Compañeros, Un paso adelante o El grupo y con un personaje fijo en Cazadores de hombres, El internado y Cuéntame un cuento. En cine ha trabajado en películas como Besos para todos, La soledad era esto, Valentín, Todos estamos invitados y La casa de mi padre. En teatro su nombre ha estado vinculado a funciones como Cruel y tierno, Todo Shakespeare o casi, Vida y muerte de Pier Paolo Pasolini y A medianoche.

## Series de televisión
| Año       | Título                                | Canal             | Personaje                | Observaciones |
| --------- | ------------------------------------- | ----------------- | ------------------------ | ------------- |
| 2000      | Policías, en el corazón de la calle   | Antena 3          |                          | 1 episodio    |
| 2000      | Compañeros                            | Antena 3          |                          | 2 episodios   |
| 2000      | El grupo                              | Telecinco         | Ernesto Allende          | 6 episodios   |
| 2003      | Un paso adelante                      | Antena 3          | Álvaro                   | 5 episodios   |
| 2004      | El comisario                          | Telecinco         | Silvio                   | 1 episodio    |
| 2006      | Estudio1                              | La 1              |                          | 1 episodio    |
| 2009      | Cazadores de hombres                  | Antena 3          | Eric Balmes              | 8 episodios   |
| 2010      | El internado                          | Antena 3          | Teniente Nicolás Garrido | 15 episodios  |
| 2011      | Homicidios                            | Telecinco         |                          | 2 episodios   |
| 2011      | BuenAgente                            | La Sexta          |                          | 1 episodio    |
| 2013      | Cuéntame un cuento: Los tres cerditos | Antena 3          | Miguel Gálvez "Rulo"     | 1 episodio    |
| 2015-2017 | Cuéntame cómo pasó                    | La 1              | Gustavo                  | 7 episodios   |
| 2016      | Acacias 38                            | La 1              |                          |               |
| 2018      | La víctima número 8                   | Telemadrid / ETB2 | Gorka Azkarate           | 3 episodios   |
| 2018      | La catedral del mar                   | Antena 3          | Jaume de Bellera         | 2 episodios   |
| 2018      | Presunto culpable                     | Antena 3          | Joseba Otxoa             | 12 episodios  |

## Cine
| Año  | Película                | Personaje     | Director                |
| ---- | ----------------------- | ------------- | ----------------------- |
| 2000 | Besos para todos        | Nicolás       | Jaime Chávarri          |
| 2002 | La soledad era esto     | Doro          | Sergio Renán            |
| 2002 | Guerreros               | Soldado Gómez | Daniel Calparsoro       |
| 2002 | Valentín                | Valentín      | Juan Luis Iborra        |
| 2008 | Parlami d'amore         | Thierry       | Silvio Muccino          |
| 2008 | La casa de mi padre     | Robus         | Gorka Merchán           |
| 2008 | Todos estamos invitados | Iraultza      | Manuel Gutiérrez Aragón |
| 2013 | Amaren eskuak           | Carlos        | Mireia Gabilondo        |
| 2016 | Embarazados             | Koldo         | Juana Macías            |

## Vida personal
Iñaki nació en San Sebastián en 1979 pero se mudó a Madrid para tener más opciones laborales como actor. Desde 2015 hasta 2018 mantuvo una relación con la actriz española Lisi Linder. Vive en Madrid y es co-propertario de una cocteleria.